# 麻績宿

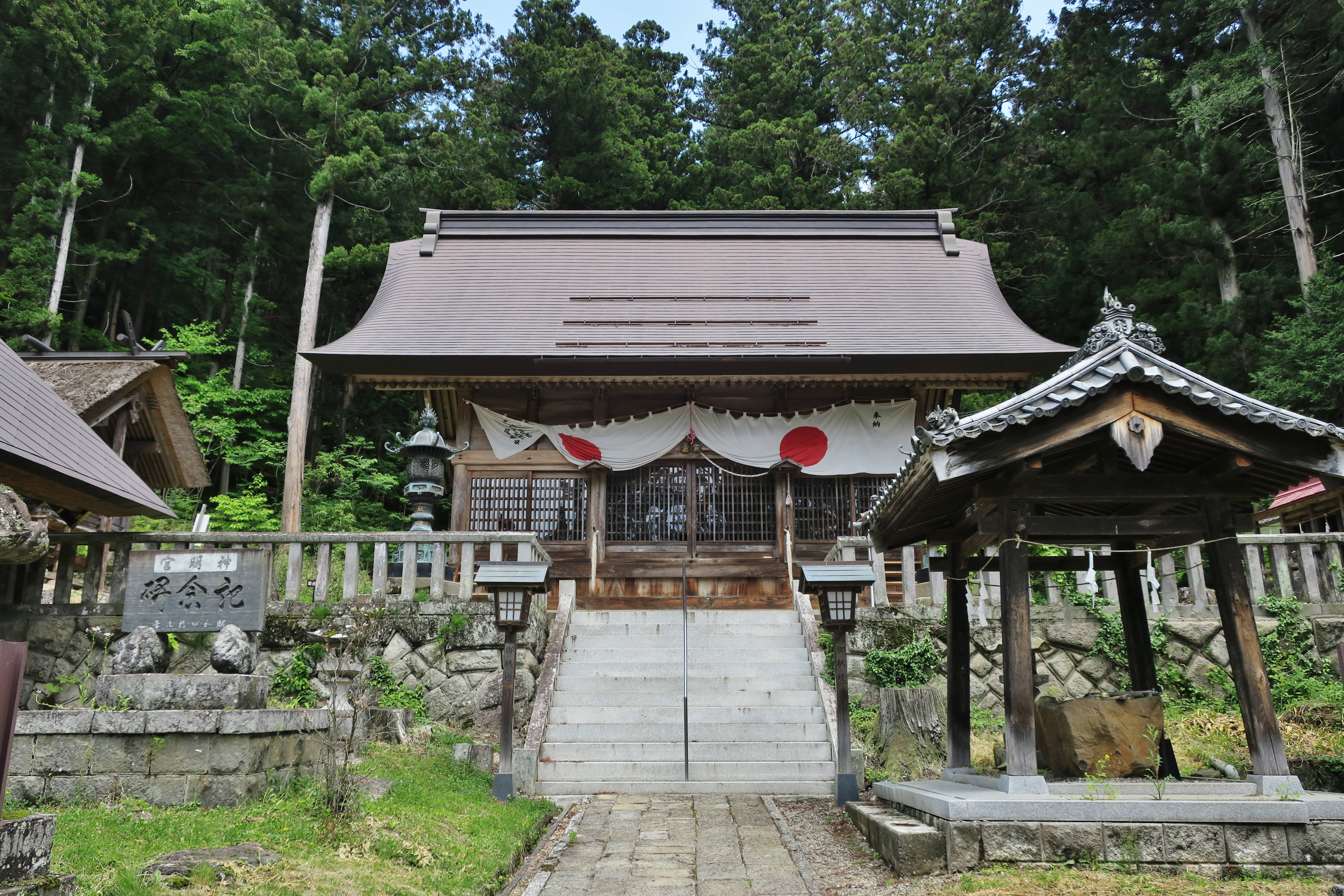
麻績神明宮

麻績宿（おみじゅく）は、善光寺街道（北国西街道、善光寺西街道）の宿場で、現在は長野県東筑摩郡麻績村。

## 概要
北信地方の長野盆地と中信地方の松本盆地を隔てる山岳地帯北部の筑北盆地にあり、善光寺へと至る「善光寺街道」（北国西街道）で最大の難所とされる猿ヶ馬場峠を控え、古くは東山道時代から麻績駅として記録に残る。地名は麻績に由来し、古代に麻績（苧環）をつくることを職掌とする麻績氏の部民であった麻績部氏が居住していたことからだと考えられている。平安時代には伊勢神宮内宮の「麻績御厨」として吾妻鏡にも登場する。
天正10年に本能寺の変を知った海津城主森長可が猿ヶ馬場峠を超えて美濃に向かって脱出しており、当時から主要な街道として使われていた事が窺える。
慶長年間に北国西街道が整備された際に、臼井家を本陣とした正式な宿場町として成立、以後は難所に至る直前の宿場として賑わう事になる。東西6町35間で上町、中町、下町に区分され、慶長18年（1613年）に57軒だった家屋も、江戸末期の嘉永3年（1850年）には240軒にまで増えている。旅籠は安政2年（1855年）には29軒であった。問屋役は上問屋が岩淵家、下問屋が芦沢家がそれぞれ世襲した。宿場の北には口留番所が設けられていた。明治2年（1869年）には世直し一揆の会田・麻績騒動で商家などが打ち壊しにあっている。
宿駅制度が廃止されて以降、長野市と松本市を結ぶ幹線道路が犀川沿い（国道19号）に移り、麻績宿を含む山越えの道（国道403号）は急速に廃れてしまった。現在は本陣跡を含めいくつかの建物しか残っていないが、近隣の稲荷山宿などに比べ非常に良い状態で残されている。

## 最寄り駅
篠ノ井線 聖高原駅から西へ徒歩約20分。

## 隣の宿
北国西街道
青柳宿  -（1里10町）-  麻績宿 -（3里）-  稲荷山宿